# Zaplatycerus cethegi
Zaplatycerus cethegi är en stekelart som beskrevs av John S. Noyes 2000. Zaplatycerus cethegi ingår i släktet Zaplatycerus och familjen sköldlussteklar.
Artens utbredningsområde är Costa Rica. Inga underarter finns listade i Catalogue of Life.